# Љубојевић
Љубојевић је српскохрватско презиме. Значајни људи са презименом су:
- Дарко Љубојевић (рођен 1975), пензионисани фудбалер босанских Срба
- Дивна Љубојевић (рођена 1970), српска певачица
- Љубомир Љубојевић (рођен 1950), српски велемајстор шаха